# 나이지리아의 재외공관 목록

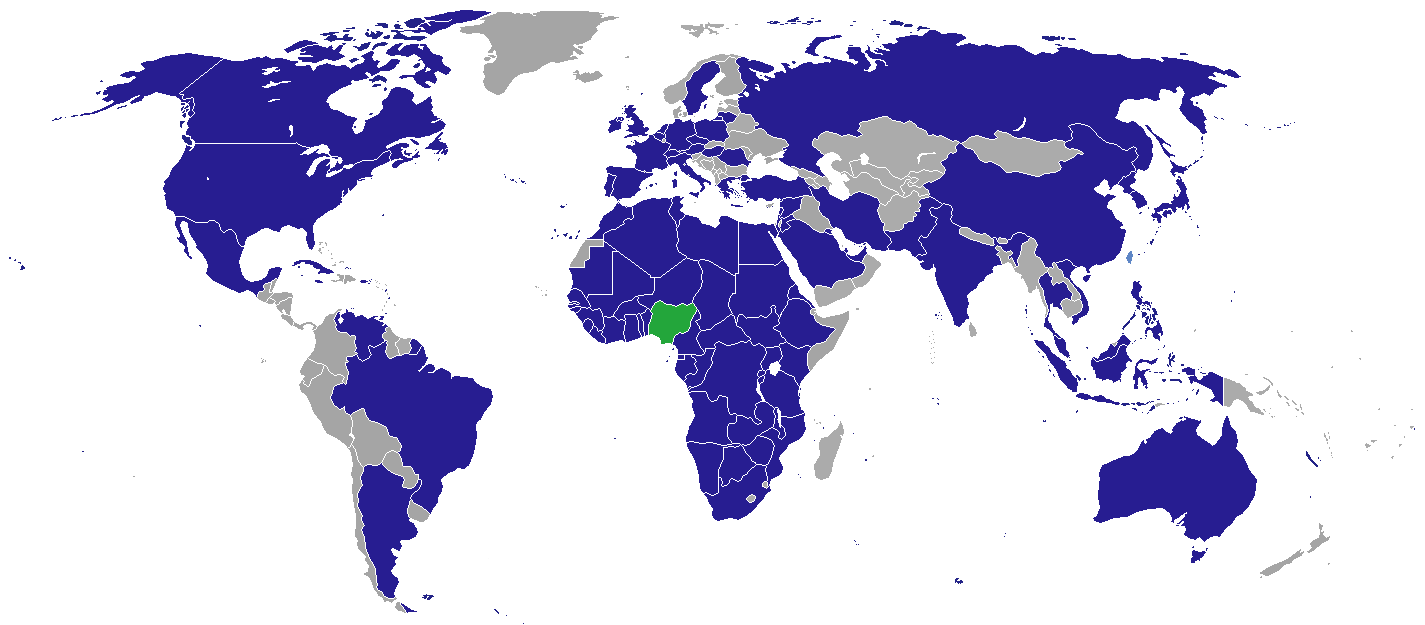
나이지리아의 재외공관

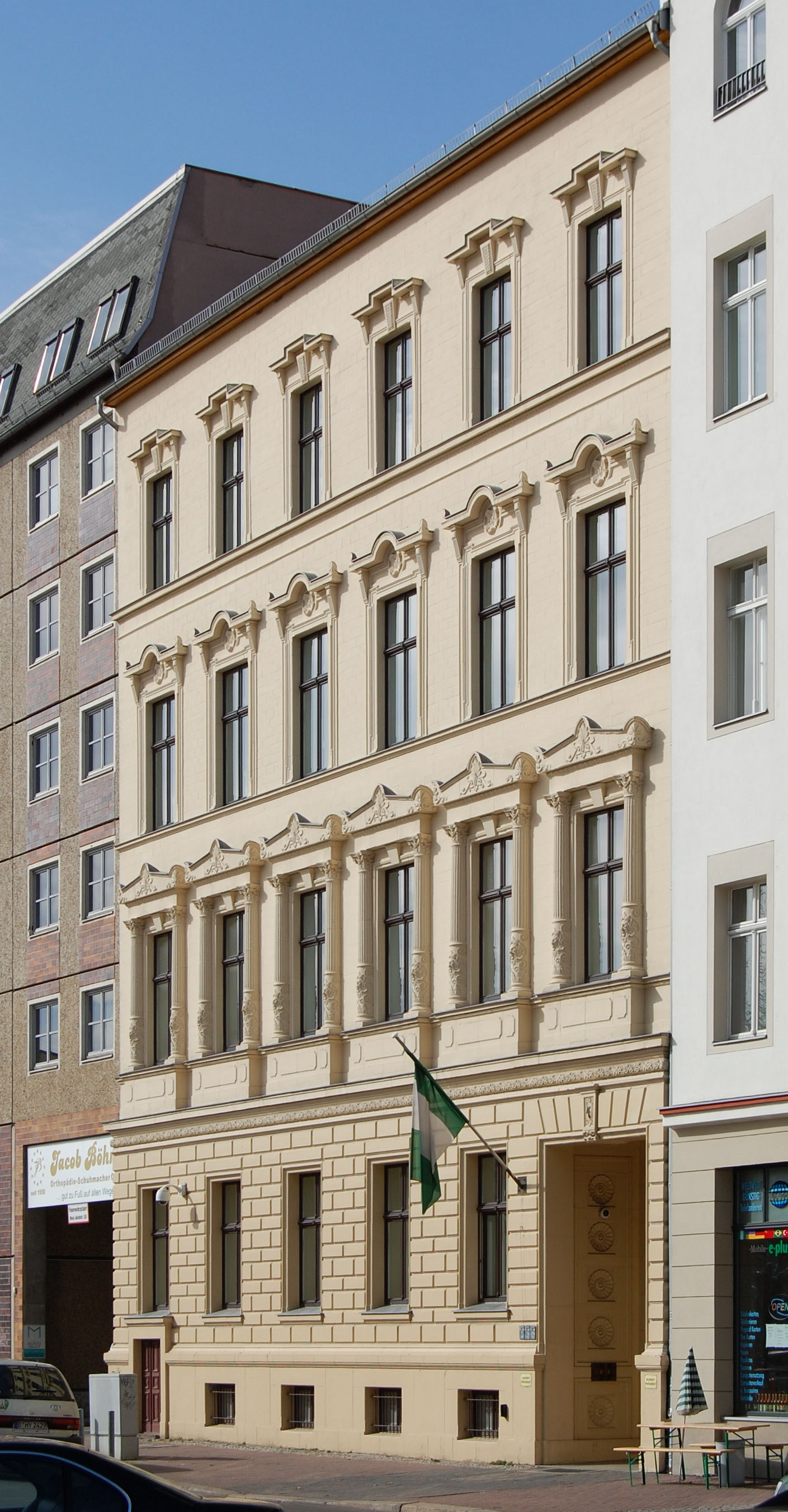
베를린 주재 나이지리아 대사관

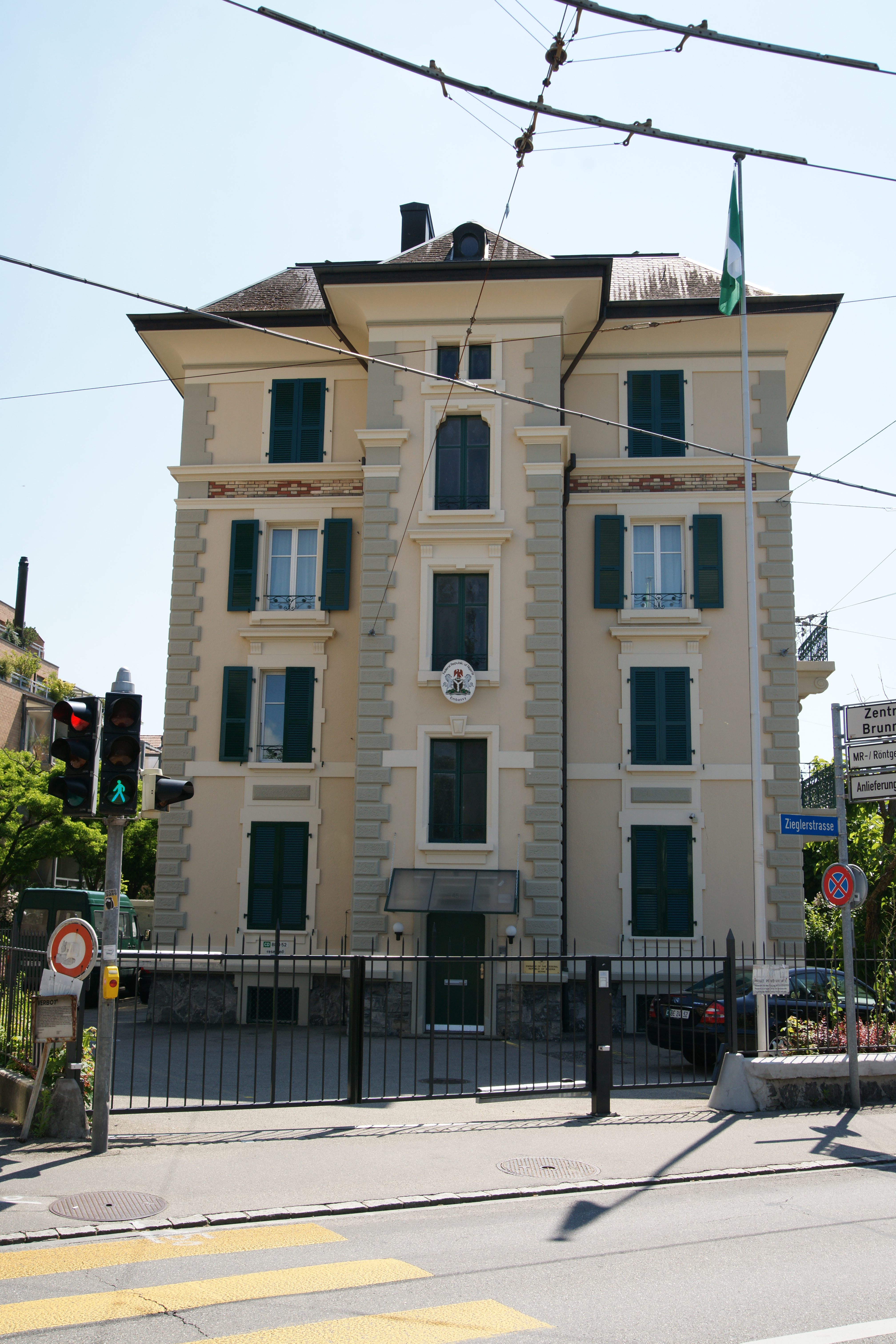
베른 주재 나이지리아 대사관

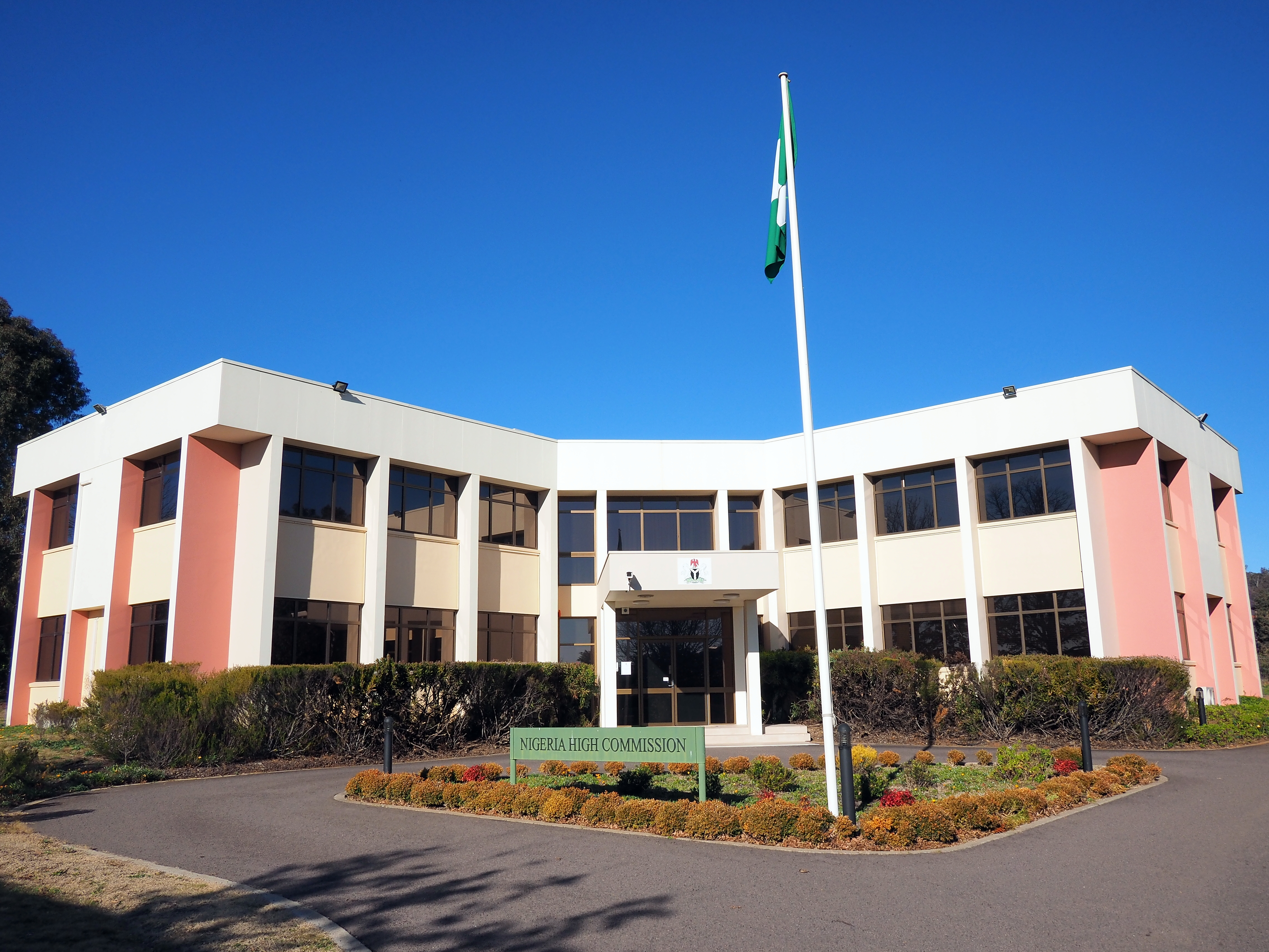
캔버라 주재 나이지리아 고등판무관 사무소

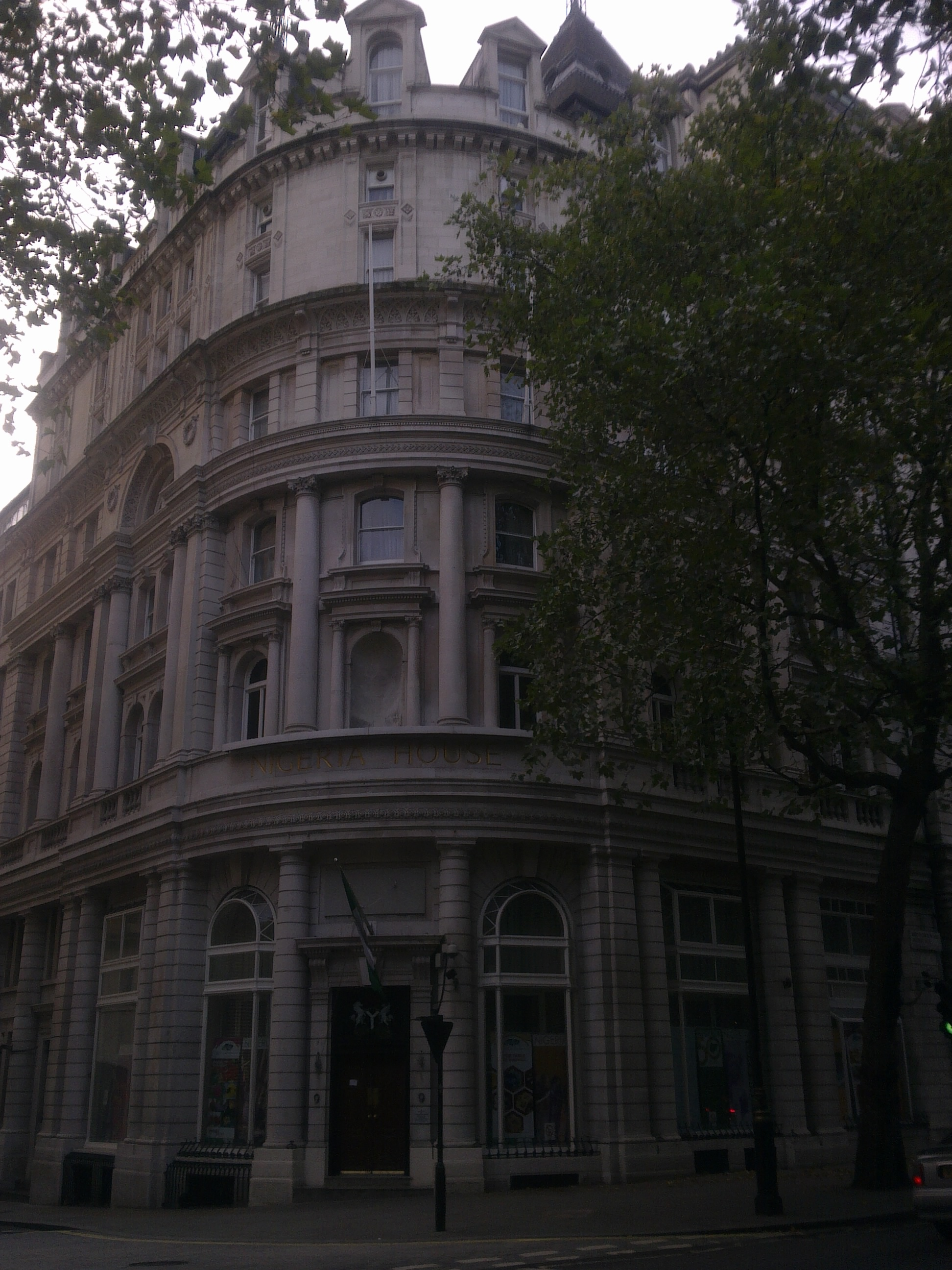
런던 주재 나이지리아 고등판무관 사무소

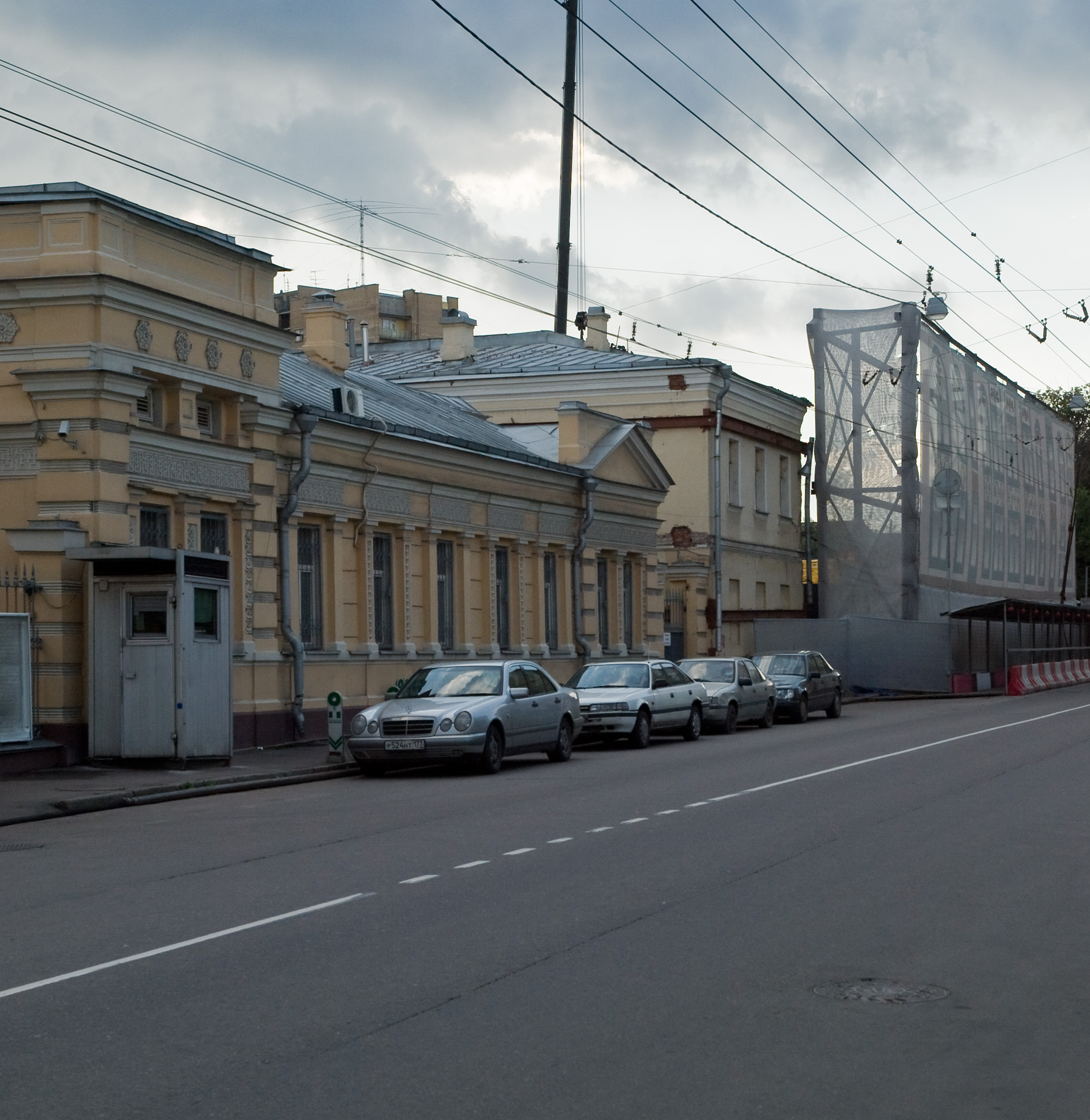
모스크바 주재 나이지리아 대사관

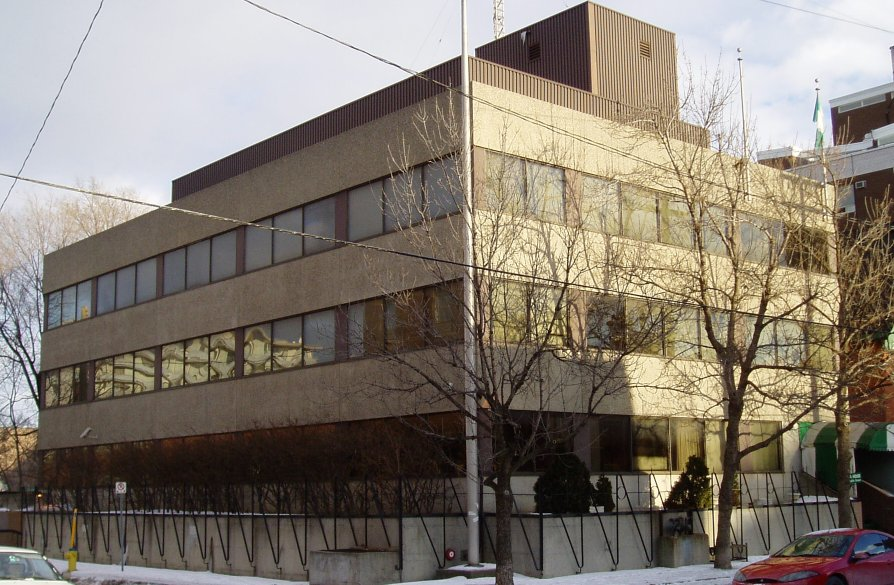
오타와 주재 나이지리아 고등판무관 사무소

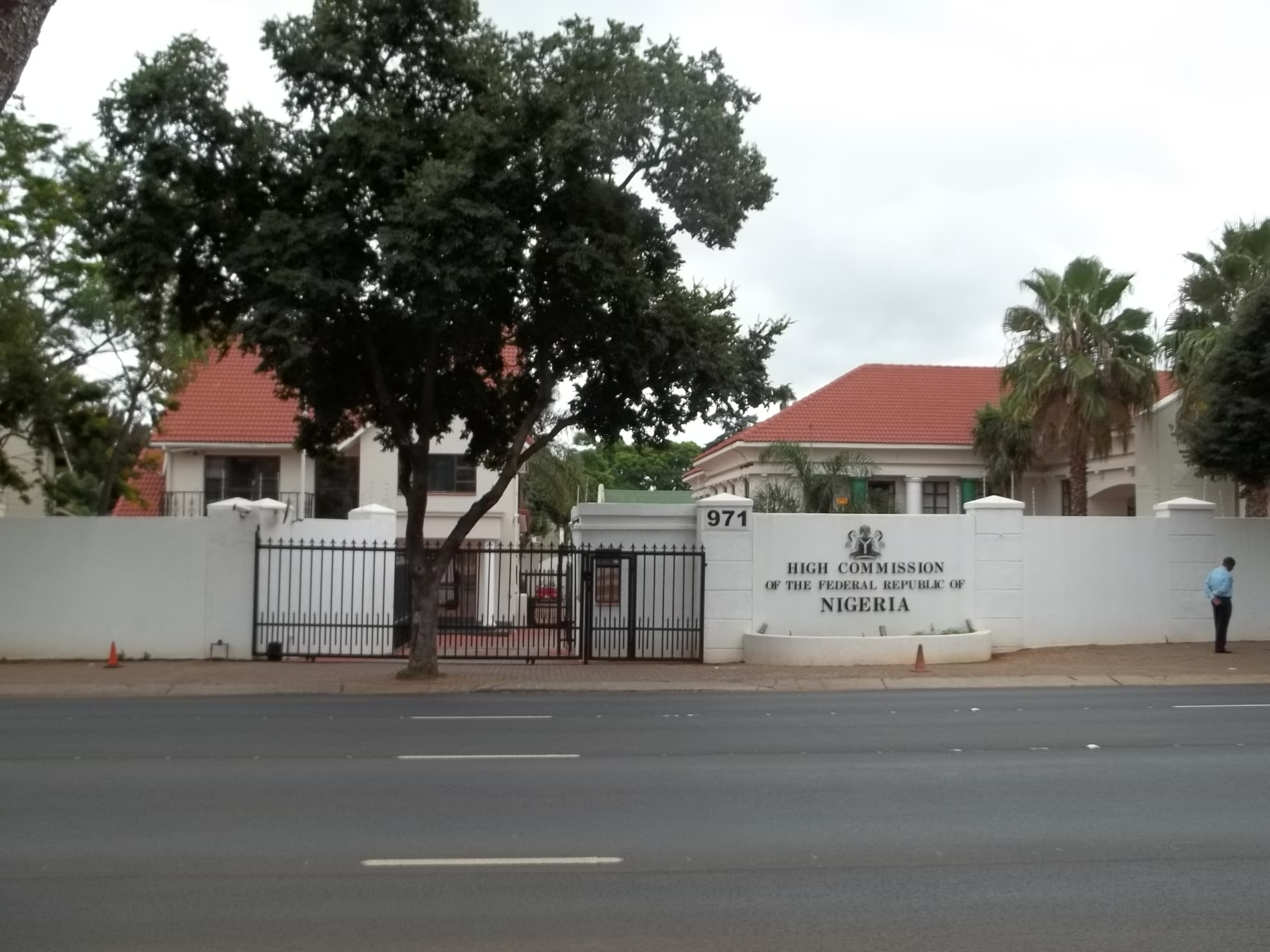
프리토리아 주재 나이지리아 고등판무관 사무소

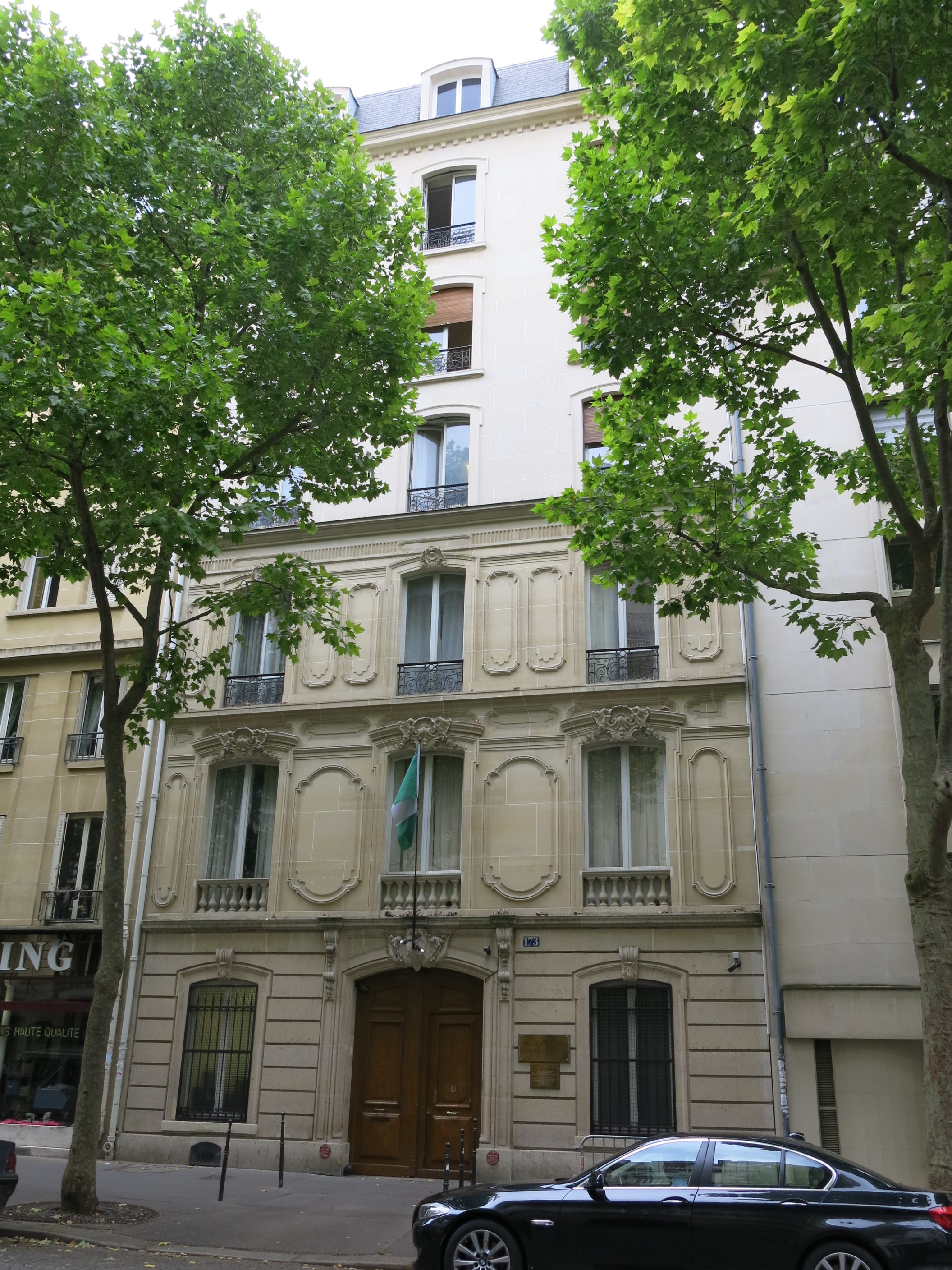
파리 주재 나이지리아 대사관

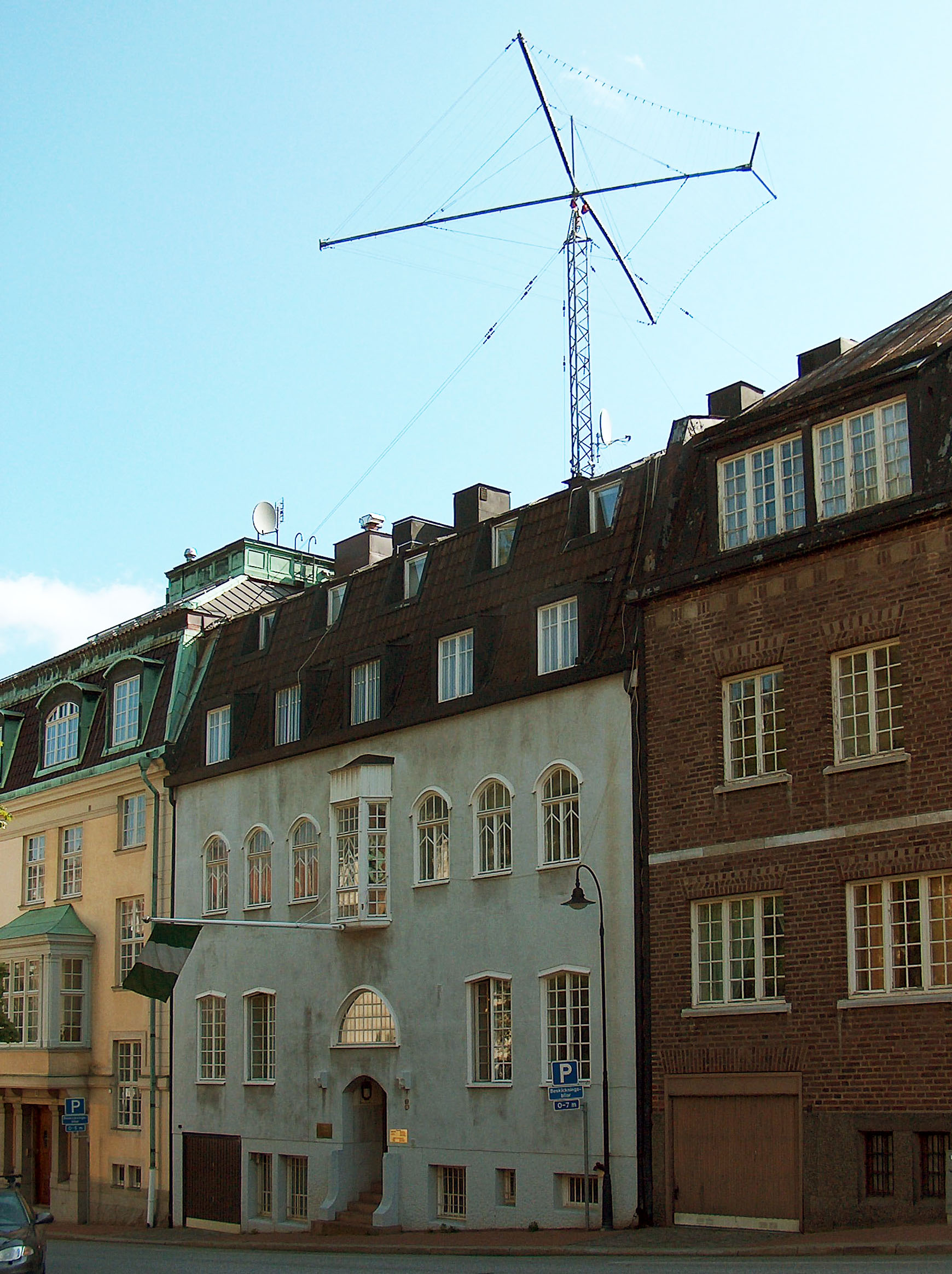
스톡홀름 주재 나이지리아 대사관

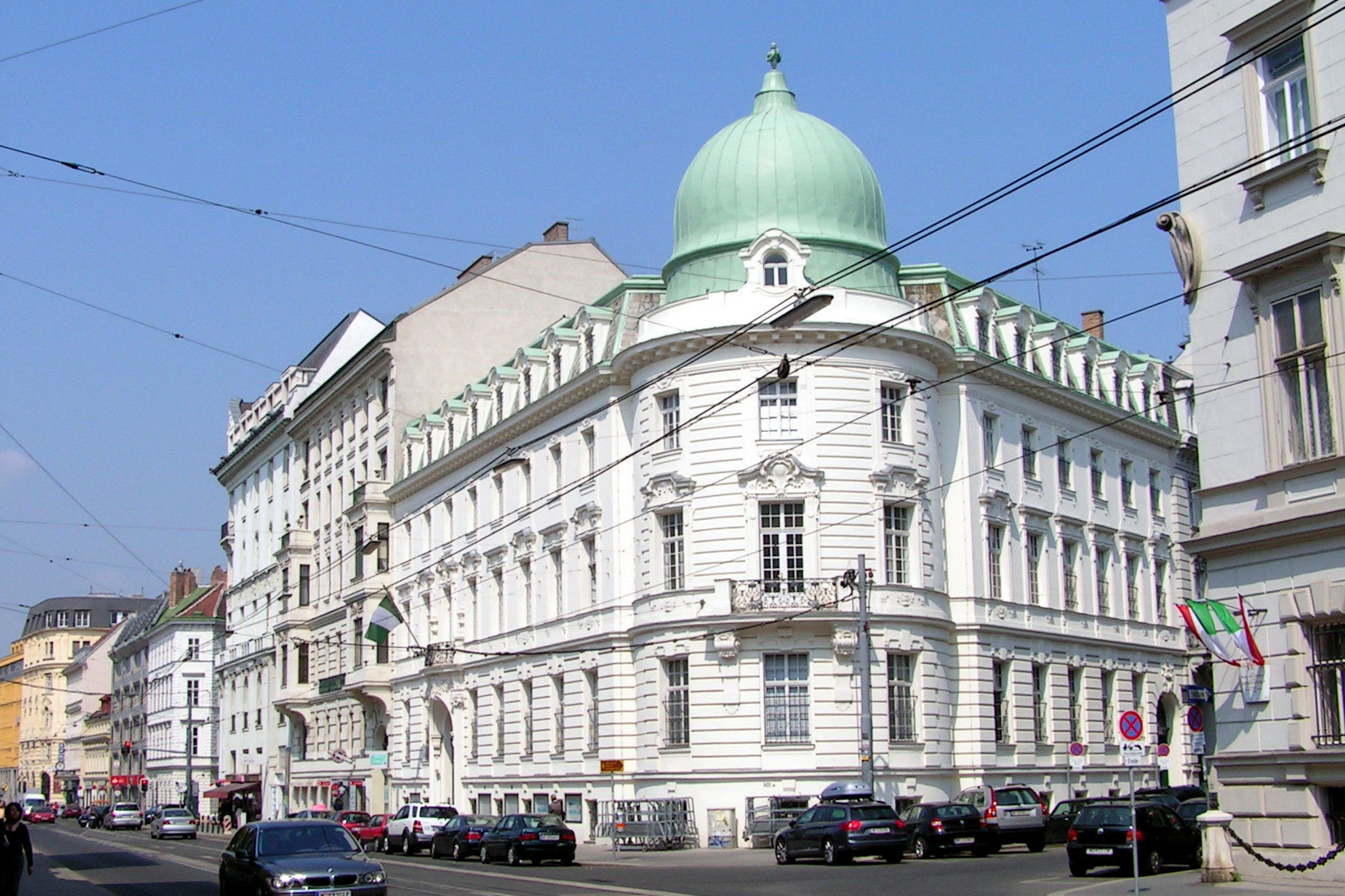
빈 주재 나이지리아 대사관

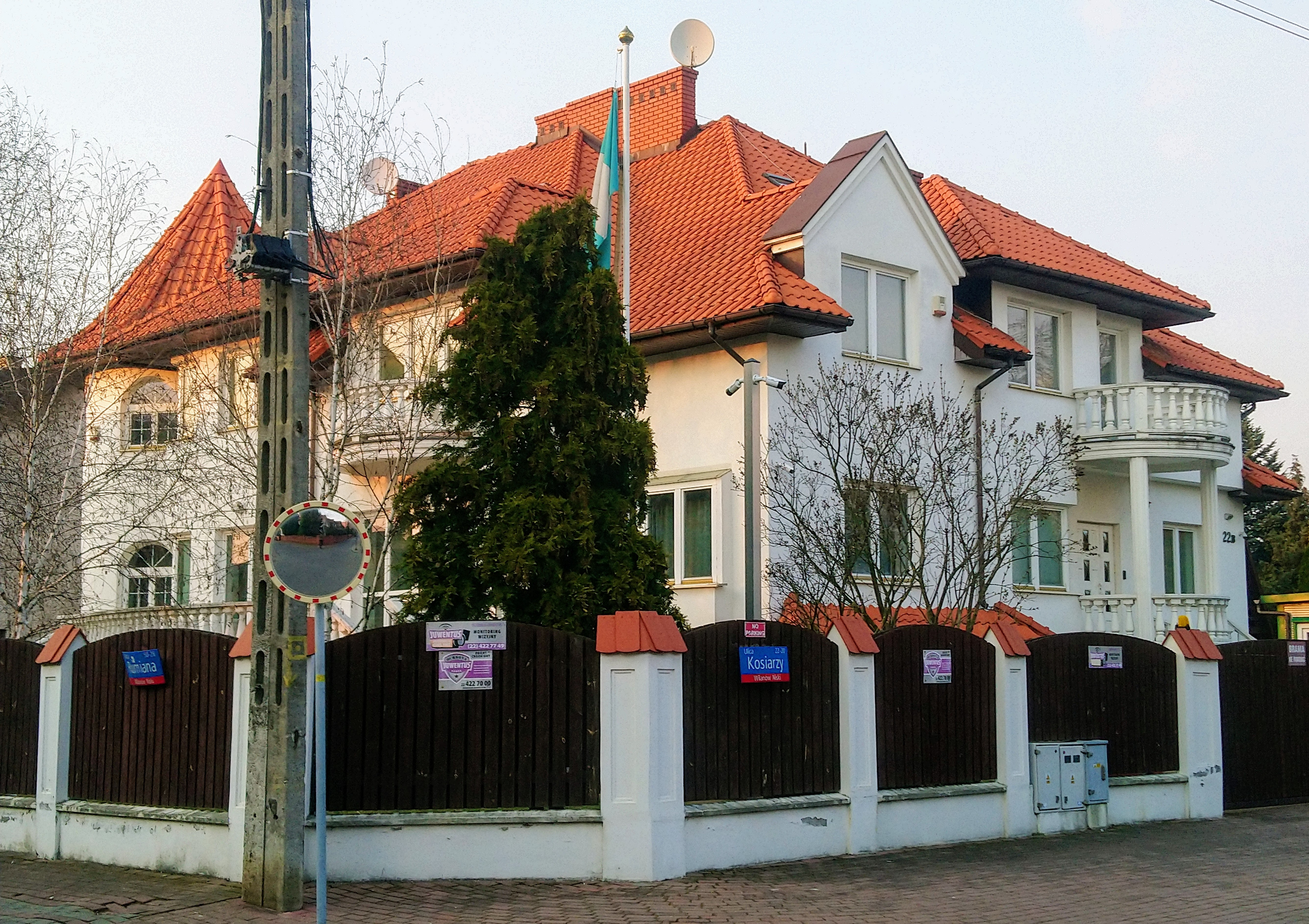
바르샤바 주재 나이지리아 대사관

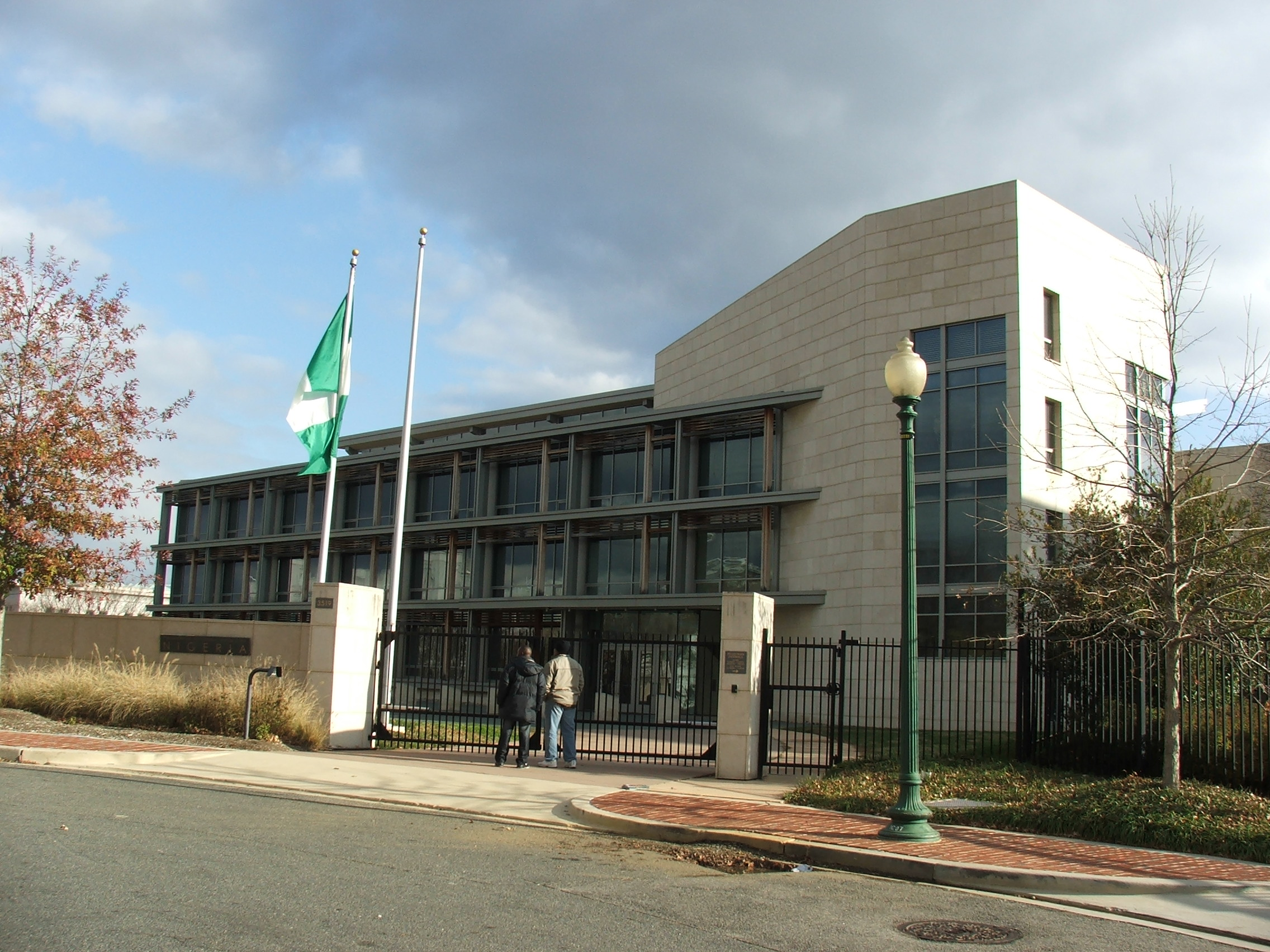
워싱턴 D.C. 주재 나이지리아 대사관

나이지리아의 재외공관 목록은 나이지리아 주재 대사관과 고등판무관 사무소를 각국에 상주시켜 놓는 것을 의미하며 나이지리아의 재외공관을 나열한 목록이다.

## 아프리카
- 알제리 : 알제 (대사관)
- 앙골라 : 루안다 (대사관)
- 베냉 : 코토누 (대사관)
- 보츠와나 : 가보로네 (고등판무관 사무소)
- 부르키나파소 : 와가두구 (대사관)
- 부룬디 : 부줌부라 (대사관)
- 카메룬 : 야운데 (고등판무관 사무소), 두알라 (총영사관), 부에아 (영사관)
- 중앙아프리카 공화국 : 방기 (대사관)
- 차드 : 은자메나 (대사관)
- 콩고 공화국 : 브라자빌 (대사관)
- 코트디부아르 : 아비장 (대사관)
- 콩고 민주 공화국 : 킨샤사 (대사관)
- 이집트 : 카이로 (대사관)
- 적도 기니 : 말라보 (대사관), 바타 (영사관)
- 에리트레아 : 아스마라 (대사관)
- 에티오피아 : 아디스아바바 (대사관)
- 가봉 : 리브르빌 (대사관)
- 감비아 : 반줄 (대사관)
- 가나 : 아크라 (고등판무관 사무소)
- 기니 : 코나크리 (대사관)
- 기니비사우 : 비사우 (대사관)
- 케냐 : 나이로비 (고등판무관 사무소)
- 라이베리아 : 몬로비아 (대사관)
- 리비아 : 트리폴리 (대사관)
- 말리 : 바마코 (대사관)
- 모리타니 : 누악쇼트 (대사관)
- 모로코 : 라바트 (대사관)
- 모잠비크 : 마푸투 (고등판무관 사무소)
- 나미비아 : 빈트후크 (고등판무관 사무소)
- 니제르 : 니아메 (대사관)
- 르완다 : 키갈리 (고등판무관 사무소)
- 상투메 프린시페 : 상투메 (대사관)
- 세네갈 : 다카르 (대사관)
- 시에라리온 : 프리타운 (고등판무관 사무소)
- 남아프리카 공화국 : 프리토리아 (고등판무관 사무소), 요하네스버그 (총영사관)
- 수단 : 하르툼 (대사관)
- 탄자니아 : 다르에스살람 (고등판무관 사무소)
- 토고 : 로메 (대사관)
- 튀니지 : 튀니스 (대사관)
- 우간다 : 캄팔라 (고등판무관 사무소)
- 잠비아 : 루사카 (고등판무관 사무소)
- 짐바브웨 : 하라레 (대사관)

## 아메리카
- 아르헨티나 : 부에노스아이레스 (대사관)
- 브라질 : 브라질리아 (대사관)
- 캐나다 : 오타와 (고등판무관 사무소)
- 쿠바 : 아바나 (대사관)
- 자메이카 : 킹스턴 (고등판무관 사무소)
- 멕시코 : 멕시코시티 (대사관)
- 트리니다드 토바고 : 포트오브스페인 (고등판무관 사무소)
- 미국 : 워싱턴 D.C. (대사관), 애틀랜타 (총영사관), 뉴욕 (총영사관)
- 베네수엘라 : 카라카스 (대사관)

## 아시아
- 방글라데시 : 다카 (고등판무관 사무소)
- 중화인민공화국 : 베이징시 (대사관), 홍콩 (총영사관), 상하이시 (총영사관)
- 인도 : 뉴델리 (고등판무관 사무소)
- 인도네시아 : 자카르타 (대사관)
- 이란 : 테헤란 (대사관)
- 이라크 : 바그다드 (대사관)
- 이스라엘 : 텔아비브 (대사관)
- 일본 : 도쿄도 (대사관)
- 요르단 : 암만 (대사관)
- 조선민주주의인민공화국 : 평양직할시 (대사관)
- 대한민국 : 서울특별시 (대사관)
- 쿠웨이트 : 쿠웨이트시티 (대사관)
- 레바논 : 베이루트 (대사관)
- 말레이시아 : 쿠알라룸푸르 (고등판무관 사무소)
- 파키스탄 : 이슬라마바드 (고등판무관 사무소)
- 필리핀 : 마닐라 (대사관)
- 카타르 : 도하 (대사관)
- 사우디아라비아 : 리야드 (대사관), 지다 (총영사관)
- 싱가포르 : 싱가포르 (고등판무관 사무소)
- 시리아 : 다마스쿠스 (대사관)
- 중화민국 : 타이베이시 (무역 사무소)
- 태국 : 방콕 (대사관)
- 튀르키예 : 앙카라 (대사관)
- 아랍에미리트 : 아부다비 (대사관)
- 베트남 : 하노이 (대사관)

## 유럽
- 오스트리아 : 빈 (대사관)
- 벨기에 : 브뤼셀 (대사관)
- 체코 : 프라하 (대사관)
- 프랑스 : 파리 (대사관)
- 독일 : 베를린 (대사관), 본 (총영사관)
- 그리스 : 아테네 (대사관)
- 헝가리 : 부다페스트 (대사관)
- 아일랜드 : 더블린 (대사관)
- 이탈리아 : 로마 (대사관)
- 네덜란드 : 헤이그 (대사관)
- 폴란드 : 바르샤바 (대사관)
- 포르투갈 : 리스본 (대사관)
- 루마니아 : 부쿠레슈티 (대사관)
- 러시아 : 모스크바 (대사관)
- 세르비아 : 베오그라드 (대사관)
- 스페인 : 마드리드 (대사관)
- 스웨덴 : 스톡홀름 (대사관)
- 스위스 : 베른 (대사관)
- 우크라이나 : 키예프 (대사관)
- 영국 : 런던 (고등판무관 사무소)

## 오세아니아
- 오스트레일리아 : 캔버라 (고등판무관 사무소)

## 대표부
- EU 나이지리아 정부 대표부 : 브뤼셀
- UN 나이지리아 정부 대표부 : 뉴욕, 빈, 제네바, 나이로비
- UNESCO 나이지리아 정부 대표부 : 파리
- FAO 나이지리아 정부 대표부 : 로마
- 아프리카 연합 나이지리아 정부 대표부 : 아디스아바바

## 같이 보기
- 나이지리아 주재 외국공관 목록